# Negative Trend
Negative Trend – amerykański zespół punkrockowy z San Francisco. Powstał w 1977 roku założony przez wokalistę Rozza Rezabeka, gitarzystę Craiga Greya, basistę Willa Shattera i perkusistę Steve'a DePace. Zespół zadebiutował koncertem u boku U.X.A. i The Avengers 14 grudnia 1977 w Mabuhay Gardens w San Francisco. W styczniu 1978 wystąpił u boku Sex Pistols (w czasie ich ostatniej trasy po USA) w Winterland. Również w tym samym roku ukazał się jedyny singel zespołu We Don't Play We Riot wydany nakładem firmy Heavy Manners Records. W tym czasie DePace'a zastąpił Tim Mooney. Ostatni koncert Negative Trend zagrali 20 kwietnia 1979 roku w Oakland występując razem z Dead Kennedys.
Po rozpadzie Negative Trend Shatter i DePace nawiązali ponownie współpracę i utworzyli zespół Flipper.

## Muzycy
- Rozz Rezabek – wokal
- Craig Grey – gitara
- Will Shatter – gitara basowa
- Steve DePace – perkusja (1978-1979)
- Tim Mooney – perkusja (1979)

## Dyskografia
Single:
- We Don't Play We Riot, (Heavy Manners Records 1978)

Składanki:
- Tooth and Nail, (Upsetter Records 1979)